# NGC 6453
NGC 6453 (również GCL 79 lub ESO 393-SC36) – gromada kulista znajdująca się w gwiazdozbiorze Skorpiona. Odkrył ją John Herschel 8 czerwca 1837 roku. Jest położona w odległości ok. 37,8 tys. lat świetlnych od Słońca oraz 12,1 tys. lat świetlnych od centrum Galaktyki.